# Keski-Lahti
Keski-Lahti est le quartier central de la ville de Lahti en Finlande,.

## Présentation
Le Quartier compte 11 845 habitants en fin 2017.
Keski-Lahti correspond à la place du marché de Lahti et son environnement.
Au nord de la place du marché se trouve l’église de la Croix, rue Kirkkokatu, et à l’ouest l’école primaire de Lahti.
Au sud de la place du marché, se trouve la mairie de Lahti, rue Harjukatu. Le centre de Lahti est bordé au sud par la voie ferrée.
Au sud de la gare de Lahti se trouve le quartier voisin d’Asemantausta et à l’est celui de Paavola.

## Galerie

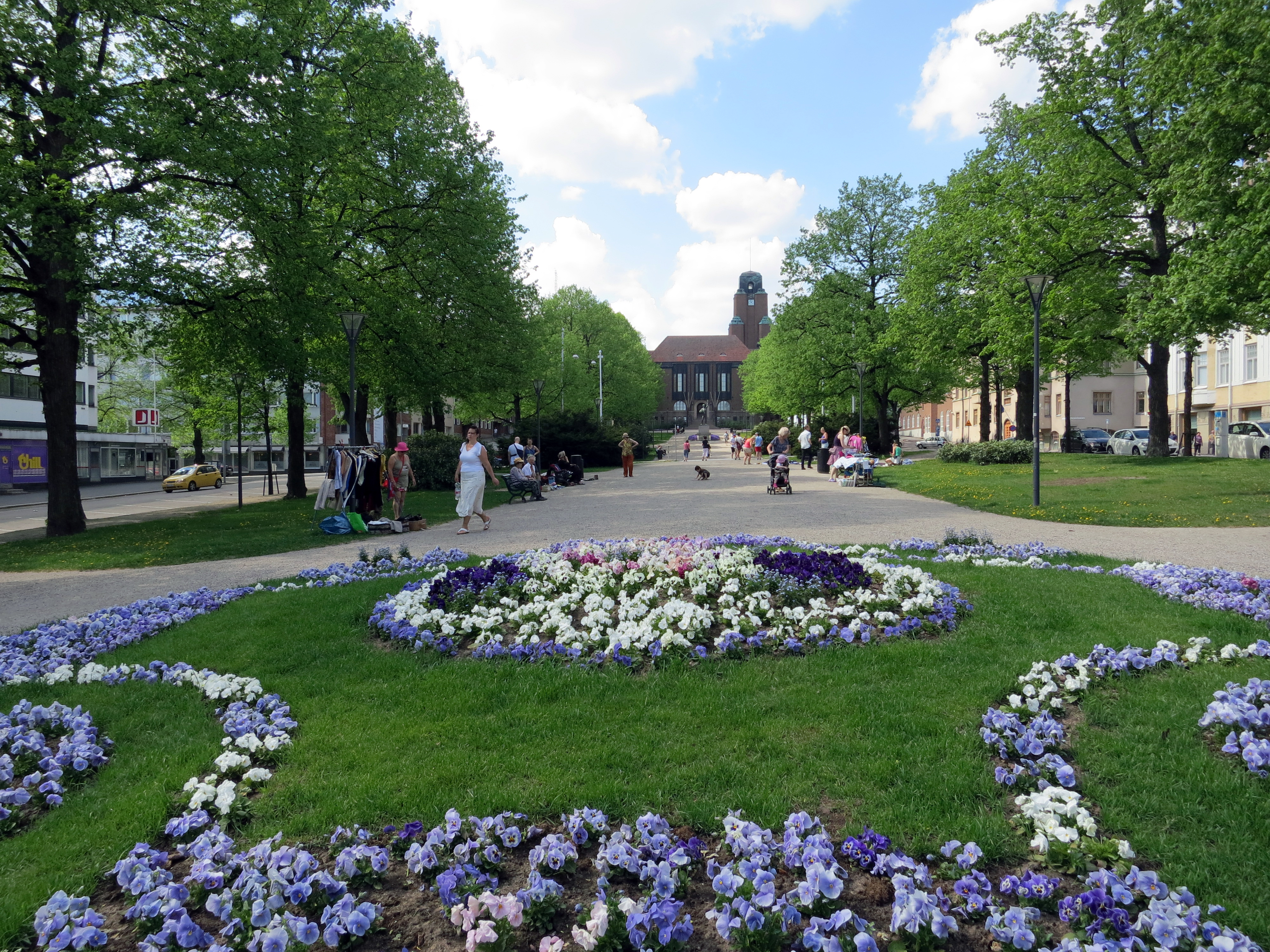
Mairie de Lahti
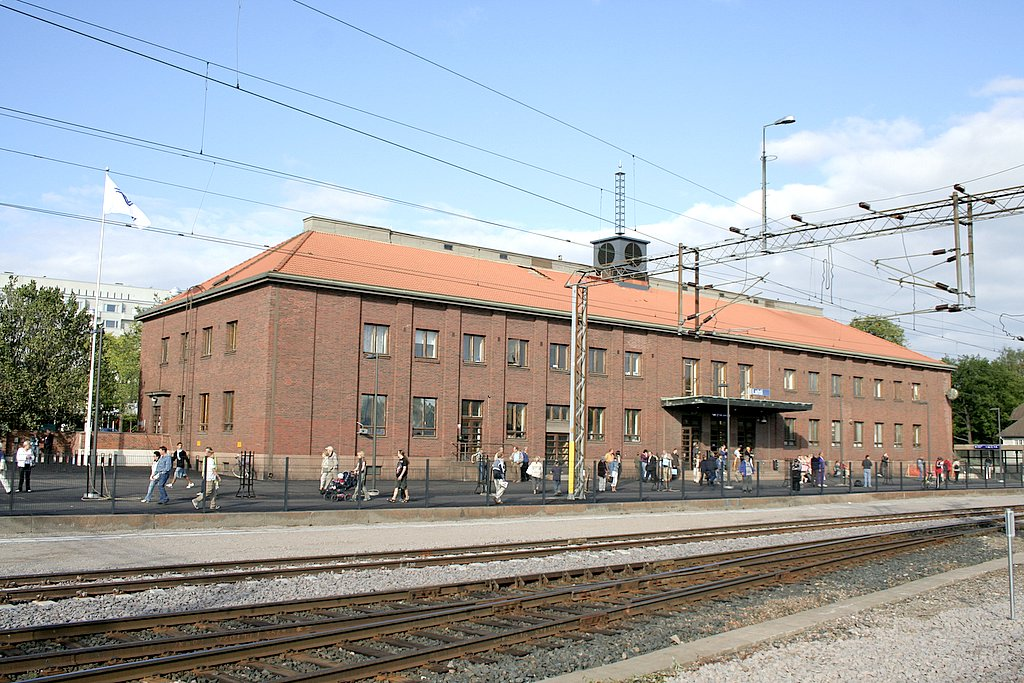
Gare de Lahti
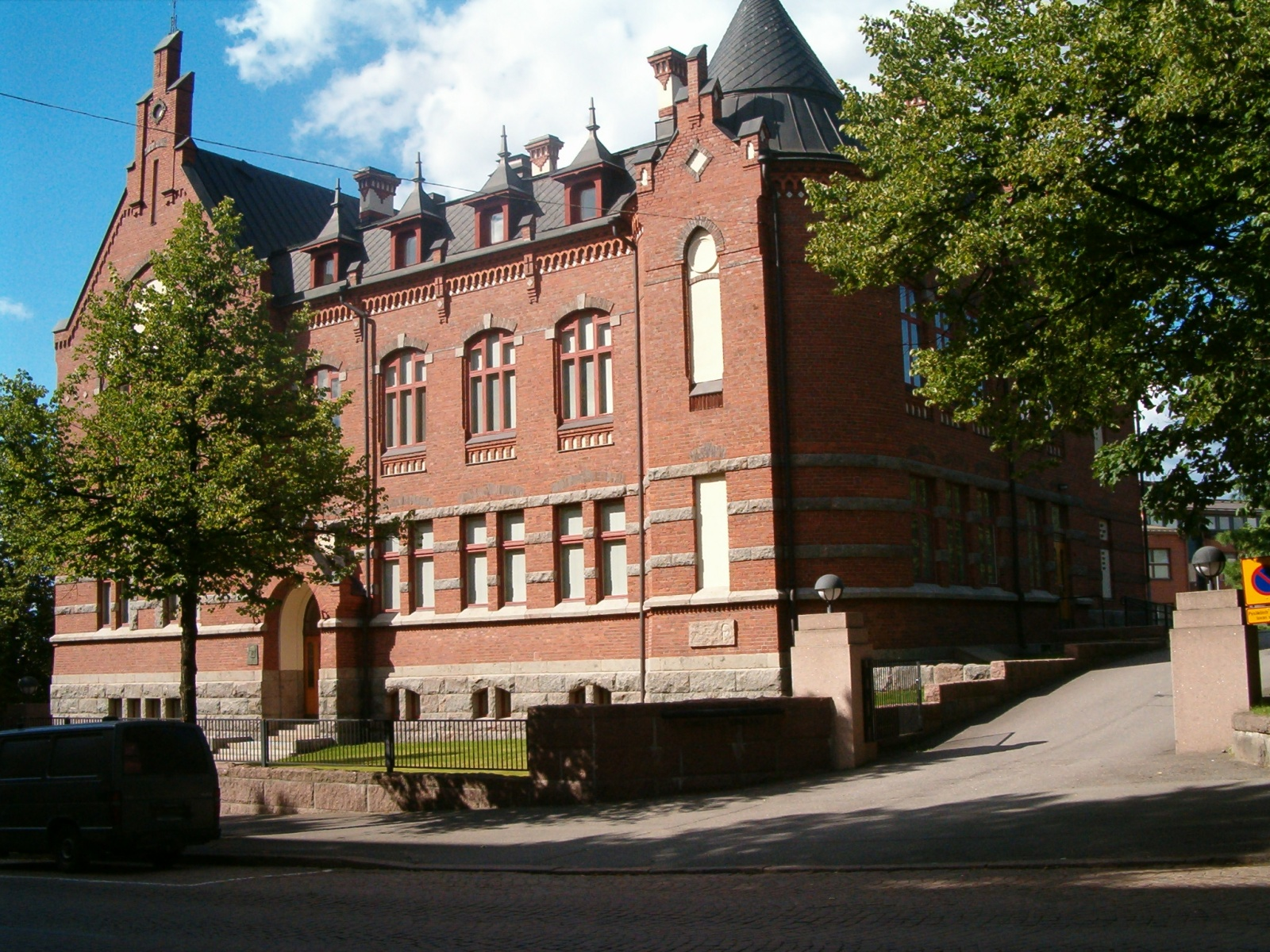
L’école primaire.
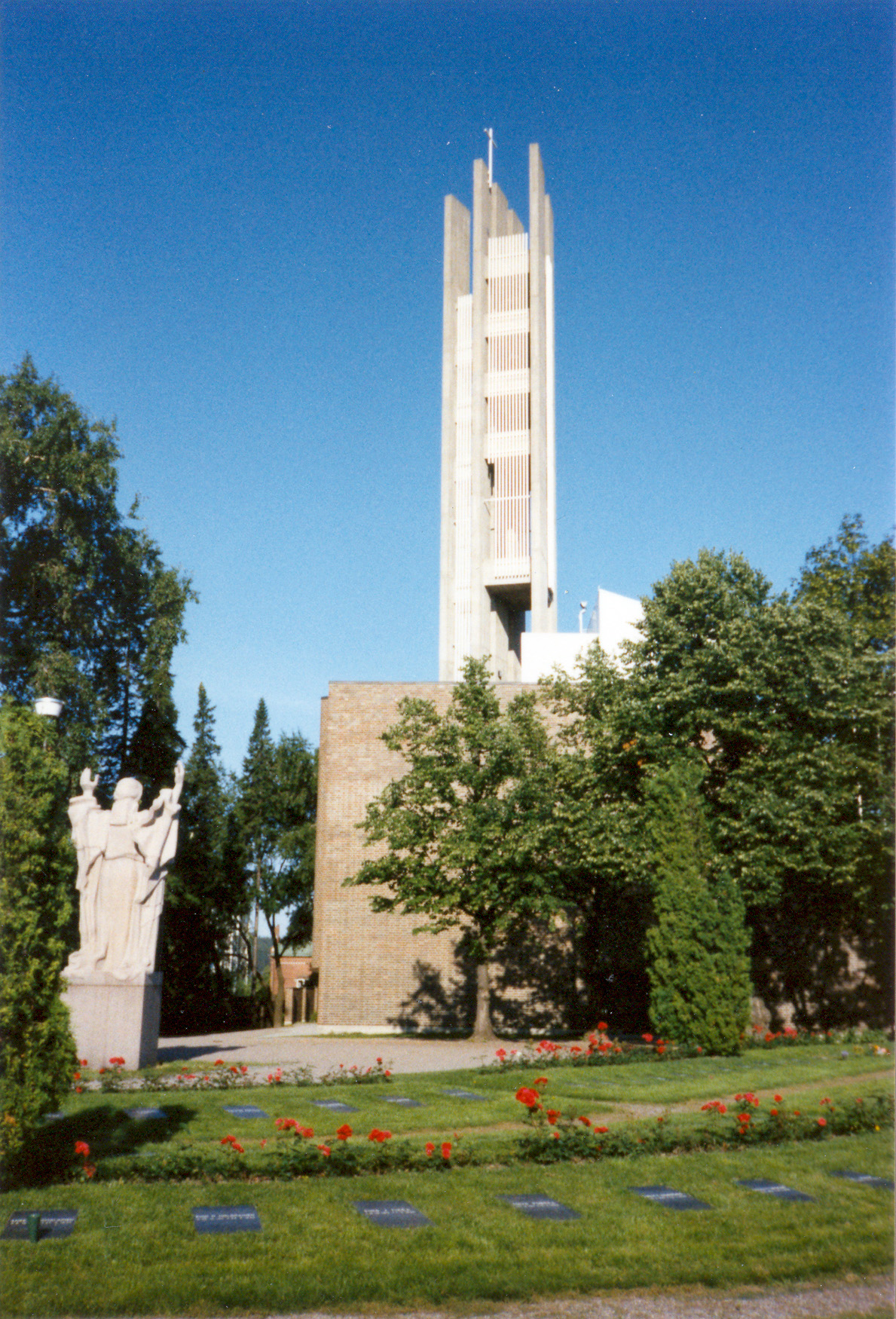
Église de la Croix
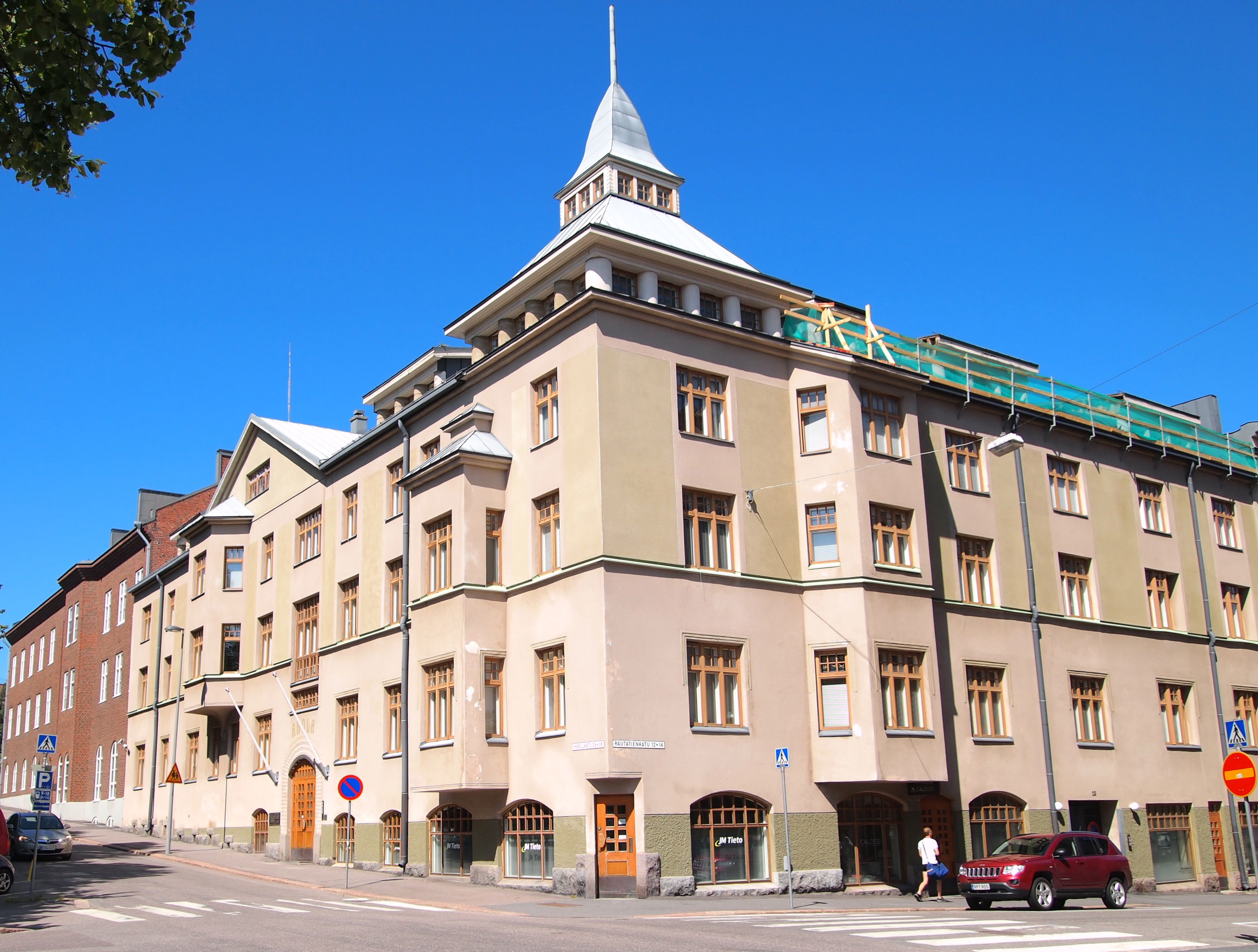
Coin des rues Rautatienkatu et Harjukatu.